# Uniechówek
Uniechówek – osada w Polsce położona w województwie pomorskim, w powiecie człuchowskim, w gminie Debrzno.
Miejscowość przy drodze krajowej nr , stanowi sołectwo gminy Debrzno.
W latach 1975–1998 miejscowość administracyjnie należała do województwa słupskiego.

## Historia
Uniechówek i Uniechów opisuje Słownik geograficzny Królestwa Polskiego w nocie poświęconej wsiom Heinrichswalde 1(2), [w:] Słownik geograficzny Królestwa Polskiego, t. III: Haag – Kępy, Warszawa 1882, s. 49., z których wieś stanowiąca dobra rycerskie to obecny Uniechów, a wieś włościańska obecny Uniechówek